# 曼丁戈刀

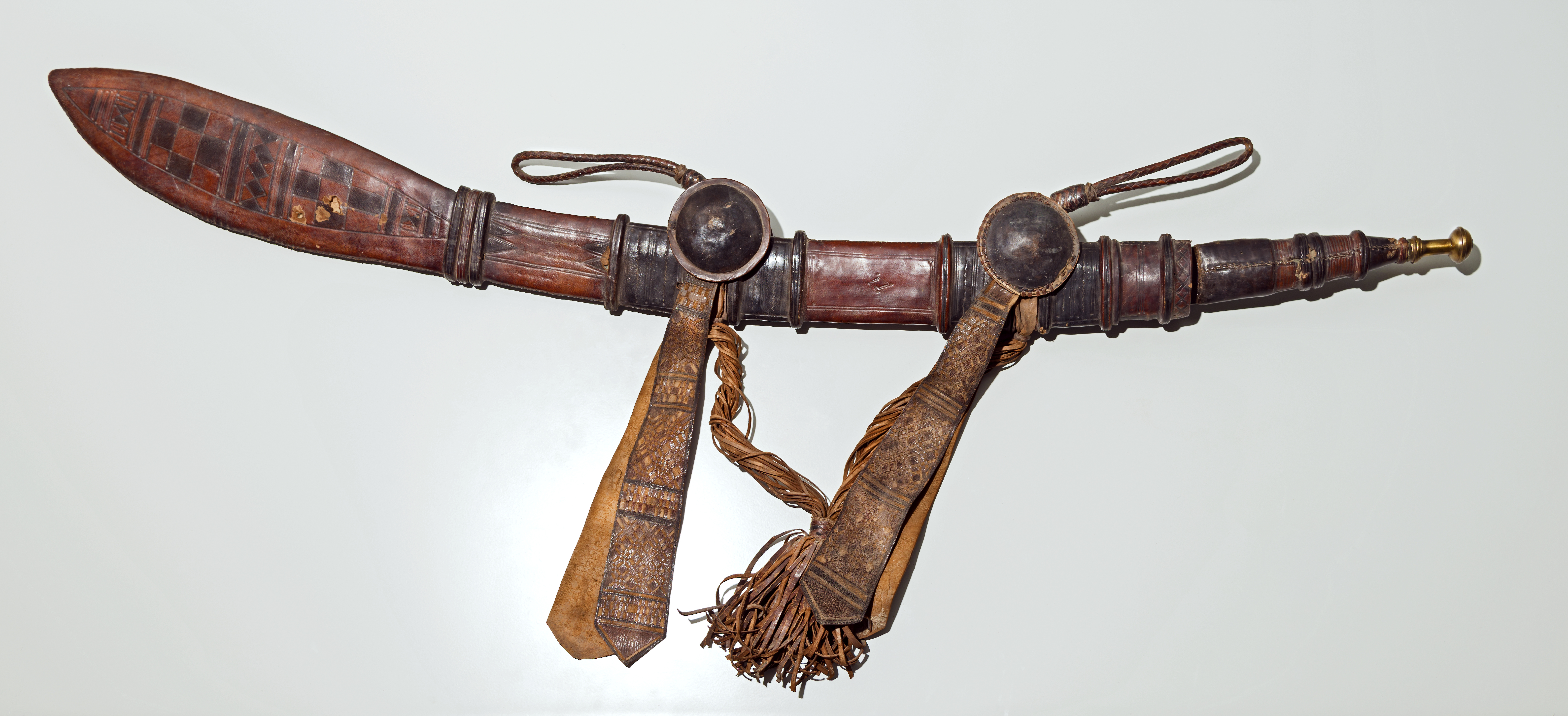

曼丁戈刀是西非曼丁戈人的一种刀剑，类似佩刀。未装饰的刀身一般使用法国产的刀。曼丁戈刀也是地位的象征，曼丁戈人中只有少数人才有财力购买。

## 形态
曼丁戈刀刀身一般微微弯曲，单刃。刀柄上没有刀镡。其刀鞘一般为皮革制，上面会装饰有十分繁复的花纹，是曼丁戈刀的特色。刀鞘的顶部会做得比刀刃本身的宽度宽一些。刀鞘上还会挂上编织带、流苏、编织盘等装饰物。另外肩带也会连在刀鞘上。